# Pteris viridissima
Pteris viridissima là một loài thực vật có mạch trong họ Pteridaceae. Loài này được Ching in Ching & S. H. Wu miêu tả khoa học đầu tiên năm 1983.